# Milford (villa)
Milford es una villa ubicada en el condado de Otsego en el estado estadounidense de Nueva York. En el año 2000 tenía una población de 511 habitantes y una densidad poblacional de 413 personas por km².

## Geografía
Milford se encuentra ubicada en las coordenadas 42°35′24″N 74°56′49″O / 42.59000, -74.94694.

## Demografía
Según la Oficina del Censo en 2000 los ingresos medios por hogar en la localidad eran de $43,594, y los ingresos medios por familia eran $45,375. Los hombres tenían unos ingresos medios de $25,417 frente a los $21,518 para las mujeres. La renta per cápita para la localidad era de $17,282. Alrededor del 7.1% de la población estaban por debajo del umbral de pobreza.